# Миток (Васлуј)
Миток (рум. Mitoc) насеље је у Румунији у округу Васлуј у општини Банка. Oпштина се налази на надморској висини од 103 m.

## Становништво
Према подацима из 2002. године у насељу је живело 332 становника, од којих су сви румунске националности.